# Jean Ferreira Narde
Jean Ferreira Narde, ou simplesmente Jean (Feira de Santana, 18 de novembro de 1979), é um ex-futebolista brasileiro que atuava como zagueiro.

## Carreira

### São Paulo e ida para a Rússia
Jean começou sua carreira profissional em 1999 no São Paulo. Conquistando seu espaço aos poucos virou titular absoluto em 2001, mantendo esta condição até sua saída em 2003. No entanto, acabou virando um dos símbolos de uma período conturbado no clube em que amargaram algumas derrotas em finais e fases de mata-mata, se desgastando com a torcida. Apesar disso, conquistou no clube o Campeonato Paulista de 2000, o Torneio Rio-São Paulo de 2001 e o Supercampeonato Paulista de 2002. Após esse período, acabou vendido para a Rússia, onde defendeu o Dínamo Moscou, e Saturn. No início de 2008 transferiu-se para o Grêmio, emprestado pelo Saturn.

### Grêmio
Ao chegar ao clube gaúcho, teve de enfrentar um longo tempo no banco de reservas, já que Léo e Pereira eram os titulares da zaga. Pouco depois, Jean teve uma lesão e ficou mais algum tempo sem jogar. Mesmo conseguindo atuar pela equipe, logo voltou ao banco de reservas. Em maio chegou a nem concentrar-se para os jogos, o que gerou especulações de que deixaria o Grêmio. Jean continuou no Olímpico, superou a má fase e conseguiu jogar alguns jogos como titular, marcando inclusive um gol contra o Ipatinga.

### Corinthians e retorno à Rússia
Em 10 de dezembro foi anunciado como novo reforço do Corinthians. Veio para ser a primeira opção na reserva, por sua experiência e pelo baixo investimento. Em suas quatro primeiras partidas, Jean demonstrou alguns erros bobos na zaga que resultaram em gols do time adversário, como na partida contra a Portuguesa. Por causa de seus erros, perdeu a condição de primeiro substituto para o zagueiro revelado no Corinthians, o garoto Diego. 
Reserva e com pouco espaço no Timão, Jean rescinde seu contrato e volta a jogar na Rússia, dessa vez pelo FC Moscou.

### Flamengo
No dia 10 de junho de 2010, foi confirmado como novo reforço do Flamengo, com contrato até dezembro de 2011.

### Vitória
Em 2011, Jean acertou com o Vitória, para disputar a Série B.

### Paysandu
Em maio de 2013, Jean acertou com o Paysandu, para disputar a Série B do mesmo ano.

## Títulos
São Paulo
- Campeonato Paulista: 2000
- Torneio Rio-São Paulo: 2001
- Supercampeonato Paulista: 2002

Corinthians
- Campeonato Paulista: 2009
- Copa do Brasil: 2009

Flamengo
- Campeonato Carioca: 2011